# Label Rouge

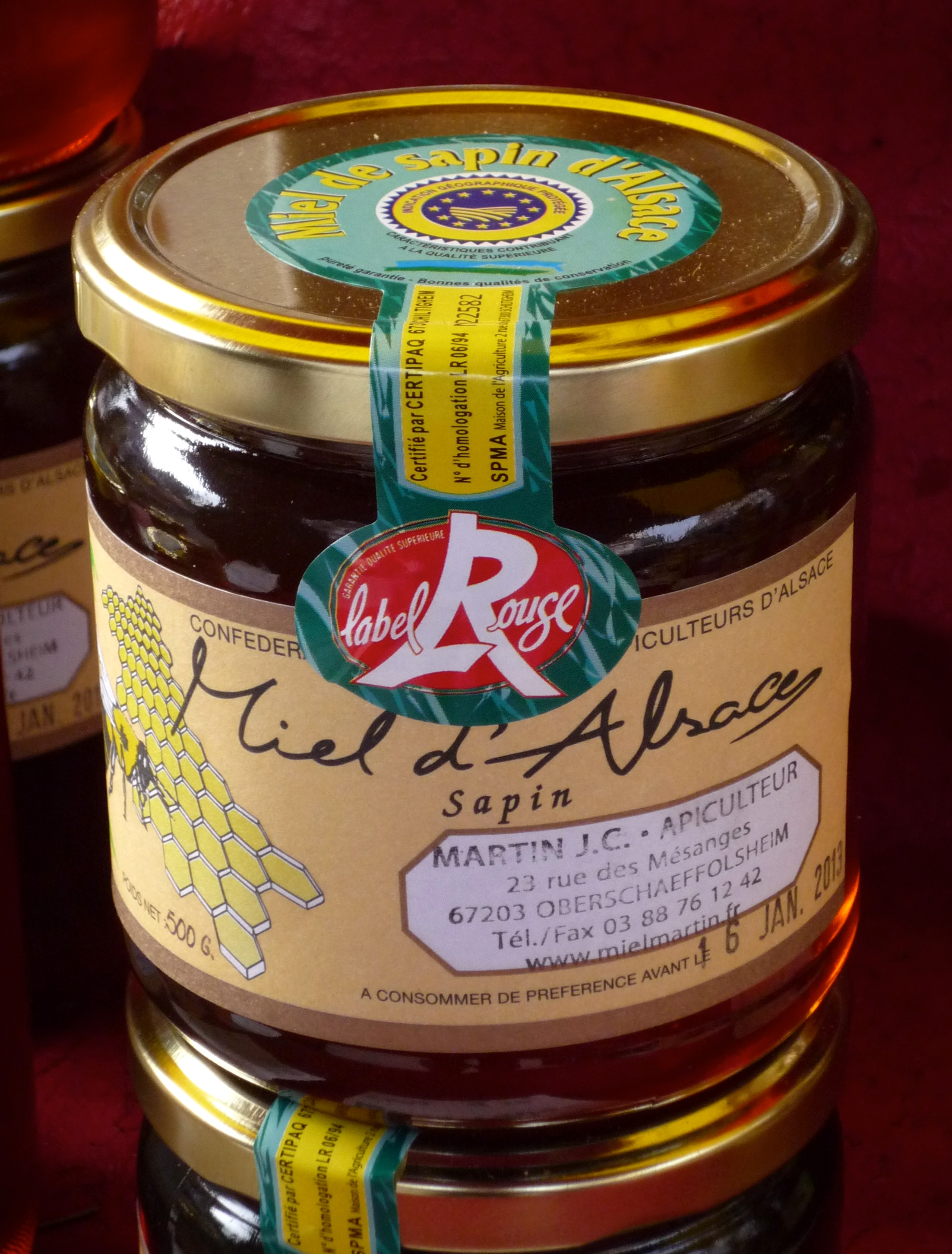
Sello de calidad de la empresa Label Rouge en un frasco de miel.

Label Rouge es un sello de calidad francés. La calidad hace referencia a las características de un producto que le permiten satisfacer necesidades.

## Historia
Las etiquetas agrícolas fueron creadas por el proyecto de ley agrícola de 1960 para mantener y desarrollar la calidad de los productos alimenticios como los avícolas elogiada en la época de la industrialización de la agricultura francesa. El primer Label Rouge, parte de la iniciativa pretende desarrollar la cría de aves de corral respetando la tradición y ofrecer una garantía de calidad a los consumidores.

## Funcionamiento
El Estado francés, a través del Instituto nacional del origen y la calidad (INAO por sus siglas en francés) ha asignado la etiqueta a un organismo denominado la organización de defensa y de gestión (ODG), que representa una industria colectiva. En todas las etapas de la producción y el desarrollo, los productos Label Rouge deben cumplir los requisitos definidos en las especificaciones aprobadas por el INAO.
El Label Rouge no tiene en cuenta el origen geográfico de los productos a la hora de marcar su calidad. Puede también aplicarse a productos provenientes de fuera de la Unión Europea.
En la actualidad existen más de quinientos productos que cuentan con el Label Rouge, en sectores como el de la harina y el pan, las frutas y las verduras, miel, hierbas, huevos y aves de corral, las plantas y semillas, productos del mar, productos lácteos, carnes y embutidos.